# Grb Arube
Grb Arube potječe iz 1955. godine. Na vrhu grba je crveni lav, simbol moći. Lav leži na štitu, koji je bijelim križem, simbolom odanosti vjeri, podijeljen na četiri dijela. U gornjem lijevom dijelu štita je biljka aloe, glavni izvozni proizvod. Desno je simbol Arube, vulkanski brežuljak Hooiberg. U donjem lijevom kutu štita su dvije ruke koje se rukuju, simbol dobrog odnosa Arube sa svijetom, a u donjem desnom kutu je kotač, simbol industrijskog napretka. Štit okružuju dvije grančice lovora, simbola mira.

## Vanjske poveznice
- Grb Arube